# Camilla Carstens
Pour les articles homonymes, voir Carstens.
Camilla Carstens, née le 6 février 1977, est une ancienne handballeuse internationale norvégienne.
En club, elle a notamment évolué une saison à l'ASPTT Metz, à Ikast-Bording EH et au Kolding IF Håndbold.
Avec la Norvège, elle est notamment championne d'Europe en 1998.

## Palmarès

### Sélection nationale
championnat d'Europe
- vainqueur du championnat d'Europe 1998

### Clubs
compétitions nationales
- vainqueur de la coupe de France en 1998[4] (avec ASPTT Metz)
- vainqueur de la coupe du Danemark en 2001 (avec Ikast Bording)